# Tempio votivo (Verona)
Il tempio votivo, o più correttamente chiesa del Cuore Immacolato di Maria, è un luogo di culto cattolico che sorge nel quartiere Borgo Milano, a pochi passi dai stazione di Verona Porta Nuova, principale scalo ferroviario di Verona; si tratta di una chiesa parrocchiale facente parte del vicariato di Verona Centro nell'omonima diocesi.

## Storia
La chiesa fu promessa con voto dal vescovo di Verona Girolamo Cardinale l'8 settembre 1943, giorno dell'armistizio di Cassibile, nella speranza che la seconda guerra mondiale potesse risparmiare la città e la diocesi, da cui il titolo di "tempio votivo". L'edificio chiesastico venne quindi edificato tra il 1950 e il 1952 su progetto di Paolo Rossi De Paoli. L'inaugurazione ebbe luogo l'8 dicembre 1952, già il 25 dicembre 1953 venne eretta a parrocchiale e infine il 3 maggio 1958 la chiesa fu consacrata dal vescovo Giovanni Urbani.
Nel 1965, dopo la cessione ai Frati Minori Conventuali, si eseguirono alcuni lavori di modifica e di ammodernamento sull'intero edificio: furono eliminati i quattro altari laterali mentre l'altare maggiore fu spostato al centro della crociera della navata, e la statua della Madonna Pellegrina, dono dei Cavalieri di Malta, venne traslata dall'abside all'omonima cappella.

## Descrizione
La semplice facciata, rivolta a sud, è in squadrati di pietra tenera e caratterizzata dai tre portali d'ingresso, di cui quello centrale delimitato dagli altorilievi di Vittorio di Colbertaldo.
Lo schema planimetrico, che non si distacca sostanzialmente da quelli tradizionali, prevede un impianto a croce latina con un'unica e ampia aula leggermente svasata con matronei, un transetto rialzato di sei gradini che prosegue con un profondo presbiterio sopraelevato di altri due gradini e terminante con un'abside dotata di deambulatorio, che vanno a chiudere la chiesa con l'effetto di una quinta scenica. Lungo i fianchi dell'aula si trovano due cappelle laterali, di cui la sinistra con l'altare di San Francesco e quella di destra con l'altare della Madonna, affrescata con cicli pittorici realizzati da Carlo Bonacina. Nell'abside si trovano invece l'opera di Pino Casarini, con al centro la Madonna Assunta tra gli angeli.